# دمشق خواجة
دمشق خواجة (الفارسية: دمشق خواجه؛ 1300 - 24 آب 1327) كان عضوًا في عائلة الجوباني في حوالي الربع الأول من القرن الرابع عشر.

## السيرة
كان الابن الثالث لتشوبان [الإنجليزية]، ولد أثناء حملة غازان خان على الشام. أطلق عليه والده اسم دمشق، والذي من المحتمل أنه وُلد أثناء حصارها. برز بفضل صعود والده بعد وفاة النبيل الإيغوري أمير سيفينش في كانون الثاني 1318، الذي كان وصيًا على الإلخان أبو سعيد. استولى دمشق البالغ من العمر 18 عامًا على منطقة شابانكارا في محافظة فارس وقام بتفريقها إلى مفضليه.
تم نهب ممتلكاته أثناء ثورة إيرينجين وكوروميشي [الإنجليزية] في عام 1319 من الابن الأول. بعد هزيمتهم، اكتسب تشوبان قدرًا كبيرًا من السلطة باعتباره أميرًا للإيلخانات. ورغم أنه كان يخدم الأمير من الناحية الفنية، إلا أنه كان يمثل القوة الفعلية وراء العرش. ولذلك قام بتقسيم الإيلخانات بينه وبين مناطق نفوذ أبنائه. أصبح دمشق نائبًا لملك أذربيجان والعراق.
وبحسب صفوة الصفا، فقد التقى صفي الدين الأردبيلي في قره باغ عام 1320م الذي كان يزور شمس الدين جمالان (حفيد زاهد الجيلاني). وكان في وقت لاحق أحد الموقعين على المرسوم الخاص بأسرة زاهد جيلاني.
وفقًا لإحدى الحكايات، فقد أنقذ ذات مرة حياة قرة سنقر، وهو مملوكي هارب إلى الإلخانية، والذي تعرض لهجوم من الحشاشين أو الفدائيين في عام 1323.
وفي وقت لاحق، تمكن من استخدام الصلاحيات التي كان قد تم منحها للوزير ركن الدين ساعين في عام 1325. على الرغم من أن جان أوبين يطلق عليه لقب الوزير المغولي الأول والأخير للإيلخانات، كان هناك آخرون قبله مثل بُوقا [الإنجليزية].
خلال عامي 1326 و1327، أخذ تشوبان ركن الدين معه في حملة خراسان ضد الحاكم الجقطاي دُوا [الإنجليزية]. وبعد رحيل الاثنين، أصبح دمشق مسيطرًا فعليًّا على العاصمة الإيلخانية سلطانية. لقد كان أبو سعيد مستاءً من سلطة تشوبان وذريته لبعض الوقت الآن، وخطط لإسقاطهم. وبما أن دمشق كان يشكل التهديد الأكثر إلحاحًا، فضلًا عن كونه أميرًا متغطرسًا، اختار أبو سعيد التعامل معه أولًا. عندما اكتشف أن دمشق كان على علاقة غرامية مع إحدى محظيات الإلخان الراحل أولجايتو، استخدم أبو سعيد هذا كذريعة للتحرك ضده. حاول دمشق، المُحاصَر في السلطانية، الهرب، لكن الأمير مصر خواجة أسره أثناء ذلك، في 25 آب 1327. وتشير روايات أخرى إلى أنه قُتل بتحريض من نارين تاجاي (ابن أخ تاجاشار [الإنجليزية] وحفيد كتبوقا)، الذي كان قد نُفي سابقًا من المحكمة.
كان أول من قُتل من آل تشوبان، وسرعان ما تبعه العديد من الآخرين. دُفن في تبريز في حي سُمي فيما بعد بدمشقية [الإنجليزية] نسبة إليه. أمرت أخته بغداد خاتون ببناء مدرسة تخليدًا لاسمه.

## العائلة
كان لدمشق زوجة واحدة هي تورسين خاتون (قُتلت عام 1324)، والدها إيرينجين وأمها هي كونتشاك خاتون ابنة تيكودر خان، التي لم ينجب منها سوى بنات:
1. دلشاد خاتون (ت 1351)، تزوجت أولًا من أبي سعيد بهادور خان، ابن أولجيتو، وتزوجت ثانيًا من الشيخ حسن بزرك[15]
2. سلطان بخت خاتون، تزوجت أولًا من أمير إلخاني ابن الشيخ حسن بزرك، وتزوج ثانيًا من مسعود شاه إنجو؛[15]
3. دندي شاه خاتون، متزوجة من الشيخ علي خوشجي وهي أم مصر مالك[15]
4. علم شاه خاتون، متزوجة من سلطان شاه بن نكروز[16]